# 武吉巴西
武吉巴西是馬來西亞柔佛州麻坡县的一個市镇及華人新村，人口數量上以華人居多，馬來人次之，隶属于麻坡市议会，政治分区则属巴莪国席下的一个州议席。
武吉巴西距離麻坡市鎮大約15公里。它位在交通要道，由麻坡至巴莪、班卒、岭嘉、武吉哈逢，乃至於從麻坡取道南北大道南下至新加坡、新山、居鑾等等，均需經過此鎮。另外，武吉巴西距離南北大道巴莪出入口只有大約11公里。由麻坡經武吉巴西沿J32號公路可到達拉美士，再轉接1號公路可到達昔加末。
武吉巴西鎮上有一所華文小學－育人華文小學（SRJK(C)Yu Jern）、一所國民小學（SK Bukit Pasir）及一所國民中學（SMK Bukit Pasir）。這裡主要的經濟活動主要以務農為主，並有相當發達的工業活動，其中以家具製造最為重要。當中代表為上市公司堡發（POHUAT）,其他方面還有小型的食品工廠，如金杯咖啡粉工廠、Tatawa製餅廠等。

## 簡介
武吉巴西是一个传统华人新村，历史悠久，目前已经逐渐成为一个繁荣的新村，除了农业非常发达外，各类贸易经销生意也十分蓬勃，是一个近城市型的新村。武吉巴西有一个成长迅速的工业区，产品多是外销，制造无数的就业机会。
武吉巴西新村，传统上分划为A村和B村，以武吉巴西班卒路为分界线。育人学校是新村内唯一的华小。该华小在一群年轻人的领导，加上老中青的齐心合作支持下，万众一心地把一座富丽堂皇的校舍建立在山坡上，写下光荣成功的一页。武吉巴西新村的特色是寺庙多，各神庙林立，为善男信女提供祈祷膜拜的理想场所，祈求风调雨顺，国泰民安。

## 歷史
武吉巴西分為A、B村。昔日，A、B村的村民不能往來，楚河漢界分明；除非有親友居住在對面村，否則，兩地村民互不拜訪，甚至，兩地幫派鮮明，江湖味十足；而且，兩村的男女不能結為夫妻。今日，A、B村之區分依舊，唯村民之間自由來往，如同化干戈為玉帛，多了一份鄉誼。
就如這里的老村民說：“想當年在70年代，如果有人問‘你是武吉巴西哪里人’，只要你回答A村或B村，人家心里就會明瞭，你是屬於哪一個幫派的人。”
居住在A村的葉桂其和B村的許玉高回想道：“A、B村的村民不能往來的日子，整整有十多年之久，而且，在那一段不能自由踏入對方‘地盤’的全盛時期，也常發生不同幫派格斗事件，使到武吉巴西被警方列為一個治安敗壞的新村。”
由此可見，當年的武吉巴西江湖色彩相當濃烈，也一度被視為黑社會之集中地，治安給人一種壞印象；紅白事宴客也必須申請準證。不過，至今此禁令已經解除。

### 名稱由來
武吉巴西马来名称为“Bukit Pasir”，其中Pasir在马来语的语义为沙的意思。这地区名称的由来據說是比起距離當地約兩公里的柔勒（頭條）開發來得慢。當時，麻坡與柔勒的交通是靠汽輪，當人們從麻市到柔勒途中，一路上都是平地，可是，從柔勒到武吉巴西，路途中有山丘且存有濃厚沙質。因為，此地被稱為武吉巴西（Bukit Pasir），意即有沙有山。

### 華裔先賢的路名
Er Luan路，此條道路位於6英里半一家具廠旁的小路，可惜，路牌已不見了，現代許多人也不知道那條路之名。余育平說，約五六十年前，該位名叫“Er Luan”的先賢南來到我國，且還帶了大批余姓人在該處居住，並在該處創設余氏宗祠。而早期的余氏宗祠便設立在該處。

## 人口與語言
在武吉巴西人口以華人居多，又以福建人佔大多數，而馬來人則多數聚居於鄉村，武吉巴西還有少數印裔。
武吉巴西華人年輕一代多數用華語溝通，而年長一輩則用各自方言。其中多數使用福建話的人居多。馬來人與印裔則使用各自語言：馬來語和淡米爾文。

## 行政區與政府機構
武吉巴西由麻坡市議會管轄，在這裡民眾并不需要停車固本。小鎮內有一所市議會辦事處方便民眾處理政府事務。另外，武吉巴西也有一所規模中等的政府診所、警察局、郵政局、小型圖書館、銀行等。

## 历任村长
第一任黄亚勤（1979至1987年，马华公会）、第二任余凤山（1988至1998年，马华公会）、第三任余育平（1999至2009年，马华公会）、第四任余智信（2009至2013年，马华公会）、第五任林秋杨（2014至2018年，马华公会）、第六任黎桂松（2018年至今，行动党巴莪区部主席）。

## 設施和交通
武吉巴西有一座巴殺位于金星花園。除此之外，Mayang Sari 巴士公司也有提供巴士服務方便民眾到麻坡市區、巴莪、班卒、岭嘉、武吉哈蓬等。

## 交通與街道
武吉巴西市區有幾條主要街道分別為：
- 大馬路（班卒路）(Jalan Panchor)- 可通往麻坡市區、班卒、巴莪等地。
- 柔叻路（Jalan Jorak）- 可通往武吉巴西工業區、柔叻（英语：Jorak）等地。
- 柏玛当巴西路（Jalan Permatang Pasir）- 可通往二南口（英语：Simpang Jeram）、峇吉里、Bukit Bakri（英语：巴口）、模範村、麻坡市區等地。

## 美食
武吉巴西雖是彈丸小鎮，但它的雲吞麵及叉燒飯可是聞名麻縣的。每逢星期二，金星花園也會有夜市 
（Pasar Malam）。

## 教育
武吉巴西有完善的教育體系，居民可在此完成從小學直到中學的學業。以下是一些學校：

### 小學

#### 國立小學
- 武吉巴西斯裡國小 (SK SERI BUKIT PASIR)

#### 華文小學
- 育人華文小學 (SJK(C)YU JERN)
- 武吉巴西頭條中華華文小學 (SJK (C) CHUNG HWA JORAK)
- 益民華文小學 (SJK(C)AIK MING)
- 金枝華文小學 (SJK (C) KIM KEE)
- 維新華文小學 (SJK (C) WEE SIN)

### 中學
- 武吉巴西國民中學（SMK Bukit Pasir）

## 鄉鎮

### 華人村落
- 武吉巴西新村
- 柔叻（英语：Jorak）
- 丹絨士拉務（英语：Tanjung Selabu）
- 金枝村（英语：Kampung Kim Kee）

### 住宅花園
- 金星花園 (Taman Bintang Emas)
- 第一花園 (Taman Permatang Pasir)
- 新河花園 (Taman Sri Jorak)
- 巴西美好花園 (Taman Pasir Indah)
- 武吉巴西花園 (Taman Bukit Pasir)
- 平安園